# Clerodendrum
Clerodendrum Burm. este un gen de plante din familia Lamiaceae, originar din regiunile tropicale și subtropicale ale Asiei și Africii, cuprinzând arbori, arbuști și liane.

## Denumire
Numele genului Clerodendrum provine din cuvântul grecesc kleros (șansă) și dendron (copac) și are rădăcini într-o legendă locală în care se spune că acești arbori au proprietăți medicinale din care se obțineau remedii pentru anumite boli.

## Răspândire
Majoritatea acestor plante cresc în țări tropicale și subtropicale, în special Africa și Asia, însă în formă sălbatică se găsesc pe toate continentele, exceptând Europa.

## Caracteristici
- Tulpina, cu înălțimea  de cca 4 m este erectă, iar la unele specii este cățărătoare. Ramurile sunt păroase.
- Frunzele sunt verzi, ovate, păroase.
- Florile de culoare albă au corolă roșie cu 5 diviziuni, stilul filiform, 4 stamine, ovarul cu 4 loji, caliciul alb pentalobat.
- Fructul este o drupă.

## Înmulțire
Se înmulțește în seră, atât pe cale sexuată (prin semințe) cât și pe cale asexuată prin butași semilemnoși, în august-septembrie. Solul preferat este un amestec de sol lutos, turbă și nisip.

## Utilizare
Plantele sunt cultivate în special pentru florile deosebit de parfumate care se deschid de regulă la sfârșitul verii. În zonele temperate, Clerodendrum este folosit ca plantă de apartament. Pentru o creștere optimă în medii răcoroase, este necesar ca plantele să fie cultivate în sere cu o temperatură minimă de 15 °C pe timpul iernii.

## Specii
Genul Clerodendrum cuprinde circa 300-400 specii:
- Clerodendrum bungei are o esență mai moale decât Clerodendrum trichotomum dar poate supraviețui în condiții mai aspre, în regiuni situate la nord de regiunile în care predomină speciile tropicale. Arbustul poate atinge o înălțime de 2 metri și are frunze caduce, în formă de inimă. Florile roz către roșu își fac simțită prezența de la sfârșitul verii până la începutul toamnei. Florile au un parfum dulceag dar emană un miros neplăcut în momentul în care sunt deteriorate. În unele cazuri, după o iarnă grea, este necesar ca acest arbust să fie tăiat până la tulpină.

- Clerodendrum fragrans este un arbust cu o înălțime de până la 0,75 - 2 metri. De la sfârșitul veri și pe toată perioada toamnei produce flori albe deosebite.

- Clerodendrum infortunatum este un arbust folosit în special pentru decorarea serelor. Crește până la 2 metri și produce flori albe, cu centru roșu, având un miros dulceag. Este originară din India, Ceylon și Malaya.

- Clerodendrum myrmecophilum este o plantă originară din Singapore și este una din cele mai frumoase plante ale speciei pentru creșterea în ghivece, în sere calde. Are o înălțime de maxim 1 metru, frunze foarte mari și flori galbene sau roșii.

- Clerodendrum scandens  (Clerodendrum umbellatum) din Africa de Sud crește foarte bine în sere cu o temperatură minimă de 7 °C. Florile albe, pătate cu roșu, se deschid între Iulie și August.

- Clerodendrum speciosissimum este cea mai populară plantă în formă de tufiș a familiei. Înflorește într-un mediu cald și umed, în timpul verii. Este originar din Java și poate fi ușor reprodus prin semințe sau altoire.

- Clerodendrum thomsoniae provine din Africa tropicală și varietatea sa delectum este cea mai cunoscută plantă cățărătoare a familiei. Înfloresc cu predilecție tot timpul verii și toamnei. Pot să crească până la 3-4,5 metri înălțime.

- Clerodendrum thomsoniae are frunze alungite și mate iar florile sale sunt de culoare albă sau roșie. Varianta delectum are un buchet mare de flori colorate în roșu deschis. Clerodendrum Splendens din Sierra Leone este o plantă cățărătoare care are flori din iunie până în septembrie.

- Clerodendrum trichotomum este un arbust sau un copac scund care crește în condiții favorabile până la o înălțime de 7 metri. Este originar din China estica și Japonia. Are frunze mari care emană un miros puțin neplăcut la zdrobire. Parfumul puternic al florilor albe se face simțit vara târziu.

Aceste plante sunt cunoscute și sub numele Glory Bowers, cultivatorii le cresc în special pentru florile frumoase și frunzele simetrice.

## Cultivare
Genul Clerodendrum cuprinde un grup larg de plante, arbuști și copaci, incluzând o serie de plante cățărătoare. Dintre speciile care au fost descoperite, doar o mică parte a acestora poate fi cultivată.
Aceste plante cresc în zone cu soare sau umbră, într-un sol fertil și uscat. În regiuni cu ierni grele, plantele aparținând acestei specii trebuie crescute în sere, în ghiveciuri, cu pământ format din două treimi material fibros și o treime material format din frunze, mușchi, chiar și puțin rumeguș și nisip.
Plantele cățărătoare ale genului Clerodendrum cresc mai bine dacă sunt plantate într-un pat de pământ decât în ghiveciuri sau tuburi. Se recomandă legarea acestora de stâlpi pentru a crește pe verticală și înnoirea pământului cu un strat nou în fiecare an. De obicei, este necesară stropirea acestora cu insecticide la aproximativ zece zile, pentru a le proteja de boli. Dacă sunt crescute în sere, vor fi avantajate de folosirea unor cantități relativ mari de îngrășământ lichid, între aprilie și august. Aceste plante crescute în sere au nevoie și de un sezon de "relaxare", de obicei în timpul iernii, în care se reduc considerabil volumul de apă și temperatura.
După tăierea arbustului din primăvară, plantele cresc ușor într-o atmosferă caldă și umedă. Tulpini proaspete de aproximativ 5 – 10 cm lungime pot fi folosite ca butași. Tulpini de aproximativ 7,5 – 15 cm lungime pot fi plantate în sol, protejate de un borcan, în august. Semințele pot fi plantate în sere, primăvara devreme.